# Cícero Dantas (ort)
Cícero Dantas är en ort i Brasilien.   Den ligger i kommunen Cícero Dantas och delstaten Bahia, i den östra delen av landet, 1 200 km nordost om huvudstaden Brasília. Cícero Dantas ligger 399 meter över havet och antalet invånare är 18 317.
Terrängen runt Cícero Dantas är platt. Det finns inga andra samhällen i närheten.
Omgivningarna runt Cícero Dantas är huvudsakligen savann. Runt Cícero Dantas är det ganska glesbefolkat, med 47 invånare per kvadratkilometer.